# Germán Pacheco
Germán Ezequiel Pacheco (ur. 19 maja 1991 w Buenos Aires) – argentyński piłkarz grający na pozycji napastnika. Posiada również hiszpańskie obywatelstwo.

## Kariera klubowa
Wychowanek klubu Vélez Sársfield. Kiedy jego rodzice przenieśli się do Hiszpanii jeszcze jako nastolatek wstąpił do Szkoły Piłkarskiej Atlético Madryt. W sezonie 2009/10 rozpoczął karierę piłkarską w drugoligowej drużynie Rayo Vallecano, dokąd został wypożyczony. Jednakże wypożyczenie było krótkotrwałe, gdyż wrócił w styczniu 2010 roku do Colchoneros, grając w kolejnych miesiącach w drużynie rezerw, w trzeciej lidze.
8 czerwca 2010, Pacheco powrócił do rodzinnego kraju, gdzie grał jeden sezon na zasadach wypożyczenia w Independiente. Debiutował w meczu ze swoim pierwszym klubem młodzieżowym Vélez Sársfield. W drugiej połowie sezonu 2010/11 został wypożyczony do Gimnasia y Esgrima.
W lipcu 2011 roku podpisał kontrakt z ukraińskim klubem Karpaty Lwów, ale już w lutym przeniósł się bliżej ojczyzny – do peruwiańskiego klubu Unión Comercio Nueva Cajamarca.

## Sukcesy i odznaczenia

### Sukcesy klubowe
- zdobywca Copa Sudamericana: 2010